# آنا چاکوتادزه
آنا چاکوتادزه (روسی: Анна Джамбулиевна Чакветадзе؛ زاده ۵ مارس ۱۹۸۷) یک تنیس‌باز اهل روسیه است.